# 데미는 이야기하고 싶어
《데미는 이야기하고 싶어》(亜人ちゃんは語りたい)는 페토스가 그린 일본의 만화 작품이다. 〈영 매거진 3rd〉(고단샤)에서 창간호부터 연재 중이다. 2016년 9월 3일에 TV 애니메이션화가 발표되었다.

## 줄거리
시바사키고등학교에 부임되고 4년째인 생물교사 타카하시 테츠오와, 뱀파이어, 듀라한, 서큐버스, 설녀 같은 보통 인간과는 다른 성질을 가진 「아인」(亜人) 학생과의 교류를 그린 학원 코미디.

## 용어
아인 (亜人)
서큐버스, 뱀파이어, 듀라한 같은 특별한 성질을 가진 인간을 일컫는 말이다. 작중에서는 신화나 옛날 이야기의 근원이 되며, 예전에 박해를 받은 역사도 있다. 근래에 들어서는 차별도 없어지고, 개성으로 인정해주는 식으로 변했다. 일상 생활에 불리한 점을 가진 아인에 대한 생활보장제도도 존재한다.

## 등장 인물

### 주요 인물
타카하시 테츠오 (高橋鉄男)
주인공. 시바사키고등학교의 생물교사. 아인에게 흥미가 있으며, 학생 시절에 아인을 대상으로 한 졸업논문을 집필하려 했으나 허가가 떨어지지 않아 단념한 적이 있다.
기본적으로 흰 옷을 입는다. 근육질에다가 체격이 좋기 때문에 교감한테 짐 운반을 지시받는 경우가 많다.
타카나시 히카리 (小鳥遊ひかり)
뱀파이어 소녀. 1학년 B반. 좋아하는 건 레버와 토마토 쥬스.
수다떨기를 좋아하는 한편 장난을 좋아하는 성격이다. 또한 연애 경험이 없으나 흥미는 있다. 학업 성적은 좋지 않아 보이고, 타카하시에게도 「낙제점은 피하고 싶어요」라고 걱정받는다.
마치 쿄코 (町京子)
전세계에 3명밖에 없다고 말하는 듀라한 소녀. 1학년 B반. 아일랜드에 전해지는 요정을 뿌리로 두며, 머리와 몸통이 분리된 아인.
쿠사카베 유키 (日下部雪)
설녀 소녀. 1학년 A반.
설녀의 체질로 더위에 약한 모양으로, 체육 수업에는 가벼운 열사병으로 쓰러진 적이 있다. 이것 외에도 얼음의 눈물을 흘리거나, 얼어붙은 식은땀을 흘리는 것 같은 체질이 있다.
사토 사키에 (佐藤早紀絵)
서큐버스 여성. 수학 교사로써 시바사키고등학교에 부임해왔다. 남친은 없음.
서큐버스의 특징으로, 상대를 최음시켜버린다는 성질이 있다.
타카나시 히마리 (小鳥遊ひまり)
히카리의 쌍둥이 여동생. 아인이 아닌 평범한 인간이다.
우수한 성적에 예의바른 성격으로, 히카리와는 정반대의 성격을 가지고 있다.
사타케 (佐竹)
남학생. 풀네임은 불명.
야치구사 타에코 (八千草妙子)
보건실의 양호 교사. 정확하고 냉정하게 학생을 진찰하는 것을 모토로 하고 있으나, 연달아서 아인 학생이 보건실에 실려왔을 때 심하게 동요했다.
우가키 (宇垣)
남자 형사. 사토의 지인. 곰 같이 탄탄한 체격을 가지고 있다. 시바사키고등학교를 찾아왔을 때에는, 방문 수속을 제대로 밟지 않아서 히카리에게 수상한 사람 취급받았다.
경찰 내에서는 아인과에 소속되어 있다.
쿠르츠 (クルツ)
우가키의 후배 형사. 거짓말이 서툴며 표정이 금방 드러나기 때문에 만나는 사람 모두에게 자신의 거짓말을 들킨다.

## 단행본
- 페토스 《데미는 이야기하고 싶어》 고단샤〈영 매거 KC 스페셜〉, 3권 간행[주 1]
  1. 2015년 3월 6일 발매,[1] ISBN 978-4-06-382578-7
  2. 2015년 9월 4일 발매,[2] ISBN 978-4-06-382669-2
  3. 2016년 3월 18일 발매,[3] ISBN 978-4-06-382757-6
  4. 2016년 9월 20일 발매 예정,[4] ISBN 978-4-06-382852-8

## TV 애니메이션
2017년 1월부터 3월까지 TOKYO MX, MBS, BS11 외에서 방영되었다.

### 스태프
- 원작 - 페토스
- 감독 - 안도 료
- 시리즈 구성・각본 - 요시오카 타카오
- 캐릭터 디자인 - 카와카미 테츠야
- 미술감독 - 하리우 카츠후미
- 색채설계 - 아카마 미사코
- 촬영감독 - 미야하라 요헤이
- CG감독 - 나스 신지
- 편집 - 니시야마 시게루
- 음향감독 - 아케타가와 진
- 음악 - 요코야마 마사루
- 애니메이션 제작 - A-1 Pictures
- 제작 - 「데미는 이야기하고 싶어」 제작위원회